# Callitriche hamulata
Callitriche hamulata é uma espécie de planta com flor pertencente à família Callitrichaceae. 
A autoridade científica da espécie é Kütz. ex W.D.J. Koch, tendo sido publicada em Synopsis Florae Germanicae et Helveticae 246. 1837.

## Portugal
Trata-se de uma espécie presente no território português, nomeadamente em Portugal Continental.
Em termos de naturalidade é nativa da região atrás indicada.

## Protecção
Não se encontra protegida por legislação portuguesa ou da Comunidade Europeia.